# Варовицька сільська рада
| Варовицька сільська рада — орган місцевого самоврядування у Васильківському районі Київської області з адміністративним центром у с. Варовичі. Історична дата утворення: в 1986 році. Водоймища на території, підпорядкованій даній раді: річка Бобриця. Сільській раді підпорядковані населені пункти: - с. Варовичі |

## Склад ради
Рада складається з 14 депутатів та голови.

### Керівний склад ради
| ПІБ                       | Основні відомості                                                                       | Дата обрання | Дата звільнення |
| ------------------------- | --------------------------------------------------------------------------------------- | ------------ | --------------- |
| Бараненко Тетяна Іванівна | Сільський голова, 1970 року народження, освіта                                          | 26.03.2006   | 31.10.2010      |
| Бараненко Тетяна Іванівна | Сільський голова, 1970 року народження, освіта середня спеціальна, член народної партії | 31.10.2010   |                 |

Примітка: таблиця складена за даними джерела